# Caecidae
Caecidae (Buishorentjes) zijn een familie van zeeslakken. De familie is voor het eerst wetenschappelijk beschreven in 1850 door M.E. Gray. Het typegeslacht van de familie is Caecum Fleming, 1813. 

## Kenmerken
Buishorentjes kunnen sterk afwijkende vormen vertonen. De eerste winding (protoconch) is normaal spiraalsgewijs gewonden, maar wanneer een buishorentje verder groeit, buigt de laatste winding af, zodat er een licht gebogen buis ontstaat. Bij de subfamilie Caecinae wordt de eerste winding afgestoten en vervangen door een schotje. Bij de subfamilie Ctiloceratinae blijft de eerste winding echter aanwezig.

## Leefwijze
Buishorentjes zijn micromollusken die leven in de holten tussen de zandkorrels.

## Geslachten
- Caecum Fleming, 1813
- Ctiloceras Watson, 1886
- Enigmerces Iredale & Laseron, 1957
- Jayella Iredale & Laseron, 1957
- Meioceras Carpenter, 1859
- Parastrophia de Folin, 1869
- Ponderoceras Bandel, 1996
- Strebloceras Carpenter, 1859